# Chiesa di San Domenico (Cesena)
La chiesa di San Domenico è un edificio di culto cattolico situato in viale Jacopo Mazzoni, nel centro storico della città di Cesena. La chiesa è sede della parrocchia omonima della diocesi di Cesena-Sarsina.

## Storia
Edificata tra il 1706 e il 1772, sorge sui resti di una precedente chiesa quattrocentesca della quale si possono ammirare ancora oggi i due chiostri. Al suo interno si trovano, a pianta longitudinale con una sola navata, tre cappelle per lato e un'abside semicircolare; sono conservate testimonianze relative alla pittura locale del XVII secolo come, ad esempio, il dipinto La Madonna del Carmine, i Santi Girolamo, Francesco d'Assisi, Giovanni Battista e santa Martire del pittore di scuola forlivese Gian Francesco Modigliani.